# Catherine Mary Stewart
Pour les articles homonymes, voir Stewart.
Catherine Mary Stewart, de son vrai nom Catherine Mary Nursall, est une actrice canadienne née le 22 avril 1959 à Edmonton (Canada).

## Biographie
Bien qu'issue d'une famille de scientifiques (une mère physiologiste, un père biologiste marin, un frère directeur d'un centre scientifique), elle s'intéresse très tôt à la danse et rejoint une troupe professionnelle à l'âge de 16 ans pour une tournée au Moyen-Orient et en Europe.
À l'âge de 19 ans, elle s'installe à Londres pour lancer sa carrière. Elle obtient le premier rôle dans la comédie musicale The Apple de Menahem Golan.
Sa carrière démarre réellement lors qu'elle part vivre à Los Angeles et obtient enfin sa Carte Verte au bout de plusieurs mois.
Son premier rôle notable est celui de Kayla Brady dans le feuilleton télévisé Des jours et des vies de 1981 à 1983.
En 1984, elle occupe des rôles principaux dans les films Starfighter et La Nuit de la comète.
Elle fait quelques apparitions à la télévision dans les séries K 2000, Alfred Hitchcock présente, Au-delà du réel : L'aventure continue et dans le téléfilm Murder By The Book (1987).

## Filmographie
- 1980 : Powder Heads : Belinda
- 1980 : The Apple : Bibi
- 1981 : Les Faucons de la nuit (Nighthawks) de Bruce Malmuth : Vendeuse - Londres
- 1982 : Monsieur Merlin (Mr. Merlin) (série télévisée) : Daisy
- 1982 : The Beach Girls (en) : La surfeuse
- 1983 : Des jours et des vies (Days of Our Lives) (feuilleton TV) : Kayla Brady
- 1983 : K 2000 (Knight Rider) (série télévisée) : Lisa Martinson (épisode 2-3 « Souvenirs d'enfance »)
- 1983 : Le Crime dans le sang (A Killer in the Family) (TV) : Carol
- 1984 : Starfighter (The Last Starfighter) : Maggie Gordon
- 1984 : With Intent to Kill (TV) : Lisa Nolen
- 1984 : La Nuit de la comète (Night of the Comet) de Thom Eberhardt : Regina
- 1985 : Hôtel (Hotel) (série télévisée) : Lynn Valli
- 1985 : Mischief (en) de Mel Damski : Bunny Miller
- 1985 : Les Dessous d'Hollywood (Hollywood Wives) (feuilleton TV) : Angel Hudson
- 1985 : Midas Valley (TV) : Betsy
- 1986 : La Griffe du destin (Sins) (feuilleton TV) : Hélène Junot jeune
- 1986 : Annihilator, le destructeur (Annihilator) (TV) : Angela Taylor
- 1987 : Scenes from the Goldmine : Debi DiAngelo
- 1987 : Murder by the Book (TV) : Marissa
- 1987 : Alfred Hitchcock présente (Alfred Hitchcock Presents) (série télévisée) : Rachel Jenkins (épisode 2-11 « Tragedy Tonight »)
- 1987 : Dudes : Jessie
- 1987 : Nightflyers : Miranda Dorlac
- 1988 : Les anges de la haine (World Gone Wild) : Angie
- 1989 : Le Sang des otages (Riding the Edge) : Maggie Cole
- 1989 : Passion and Paradise (TV) : Nancy
- 1989 : Week-end chez Bernie (Weekend at Bernie's) : Gwen Saunders
- 1990 : Project: Tin Men (TV) : Naomi
- 1990 : Follow Your Heart (TV) : Katy
- 1991 : Perfect Harmony (TV) : Miss Hobbs
- 1992 : Hearts Are Wild (série télévisée) : Kyle Hubbard
- 1992 : Psychic : Laurel
- 1992 : Cafe Romeo : Lia
- 1992 : The Witches of Eastwick (TV) : Sukie Ridgemont
- 1993 : Samurai Cowboy : Jessie Collins
- 1993 : Péril au 80e parallèle (Ordeal in the Arctic) (TV) : Capitaine Wilma De Groot
- 1993 : Le Loup des mers (The Sea Wolf) (TV) : Flaxen Brewster
- 1995 : La Traque (Number One Fan) de Jane Simpson : Holly Newman
- 1995 : Out of Annie's Past (TV) : Annie Carver
- 1996 : Au-delà du réel : L'aventure continue (The Outer Limits) (série télévisée) : Joanne Sharp (épisode 2-3 « Sélection pas très naturelle »)
- 1999 : Dead Silent : Julia Kerbridge
- 2000 : Reaper : Sonya Lehrman
- 2001 : Au-delà du réel : L'aventure continue (The Outer Limits) (série télévisée) : Brooke Miller (épisode 7-1 « Vive la famille »)
- 2002 : Haine et Passion (The Guiding Light) (feuilleton TV) : Naomi
- 2007 : The Girl Next Door : Mme Moran
- 2007 : Le Secret de ma fille (My Daughter's Secret) (TV) : Inspecteur Marrin
- 2007 : Sharpshooter (TV) : Amy
- 2008 : The Attic : Kim Callan
- 2008 : Love N' Dancing : Tante Katie
- 2008 : Secrets inavouables (TV) : Holly
- 2008 : Un été pour grandir (Generation Gap) (TV) : Veronica Statlan
- 2009 : Mon voisin si secret (My Neighbor's Secret) (TV) : Inspectrice Neal
- 2010 : Le Droit à l'amour (Class) (TV) : Julia Sheffield
- 2016 : La ballerine de Noël (TV) : Carol